# سجلماساسور
سجلماساسور (نام علمی: Sigilmassasaurus brevicollis) نام یک گونه از راسته خزنده‌کفلان است. نام این گونه برگرفته از محل کشف فسیل آن سجلماسه است.